# Костел Святого Миколая (Вижняни)
Костел Святого Миколая — мурована культова споруда у селі Вижняни Золочівського району Львівської області. Занесений до реєстру пам'яток архітектури національного значення з охоронним номером 432/0.. Належить до найстаріших костелів Львівської архидієцезії.

## Історія

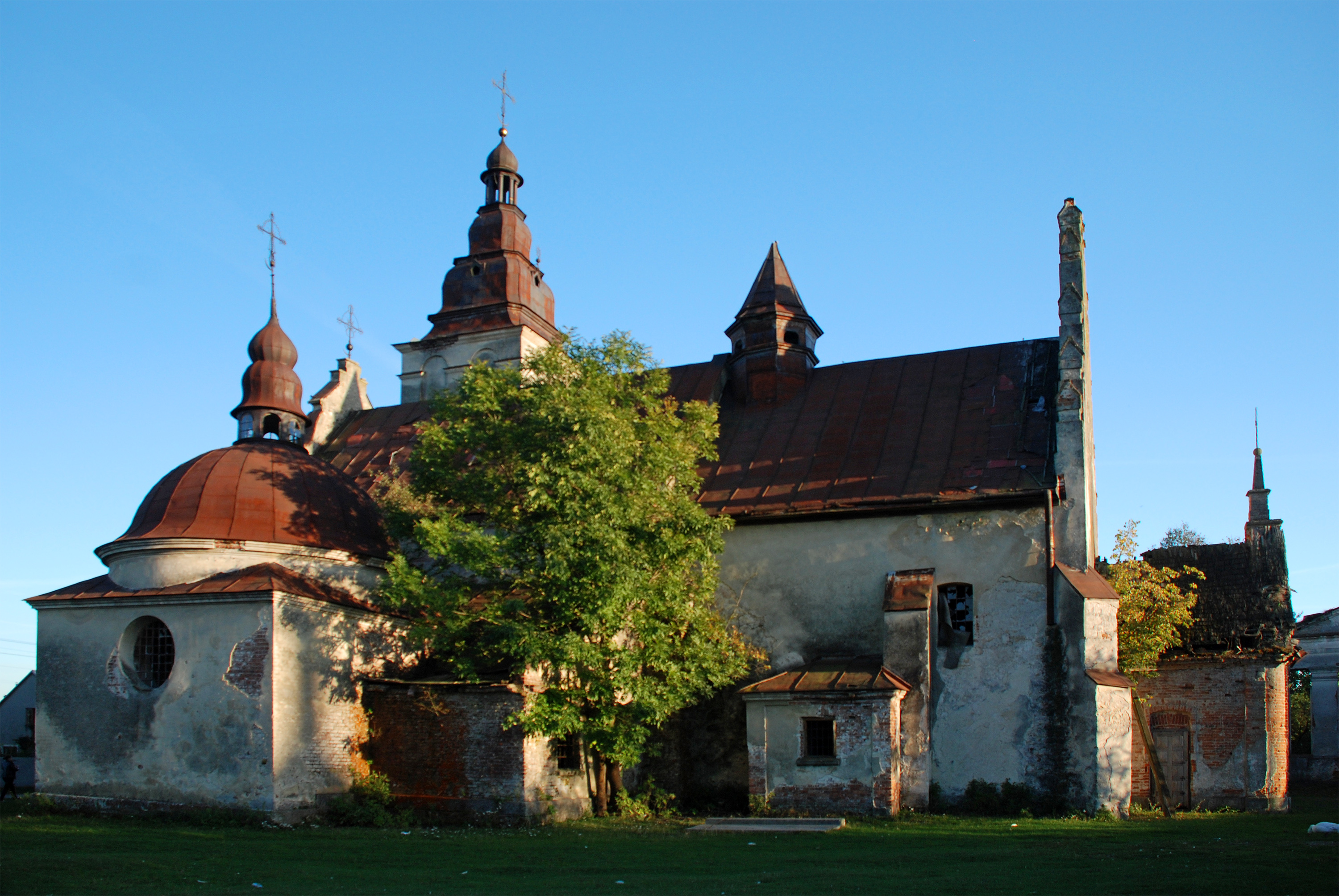

Завдяки фундації подружжя Йогана Клюса і Маргарити з Кросенки 1400 було закладено парафію, що затвердив львівський архієпископ Яків Стрепа і розширив фундацію під умовою надання Вижнянам міського права. Парафія входила до складу Львівського деканату РКЦ до 1787, згодом Свірзького, з 1815-го Бродівського.
Якуб Стрепа 1400 року консекрував храм як костел святого Миколая. Невідомо, з чого він був зведений, але у XVII ст. був пограбований і спалений татарами. Жовківський препозит Кшиштоф Буцевич при візитації червня 1641 від імені архієпископа Станіслава Ґроховського відзначив поганий стан даху. Костел був знову спалений татарами 1648, через що 1651-го відбулось перезакладення парафії. Тоді при візитації зазначалось, що в костелі згорів дах і середина. Через замокання завалилось склепіння пресбітерія. Ктитори парафії Марціан Грабянка та Геронім (Ярош) Станіслав й Анджей Міхал Куропатницькі зобов'язались відновити костел. Незважаючи на це, пробощ о. Яків Гават 1679 відписав 400 золотих на мурування склепіння, ремонт даху, вікон, вівтарів. При візитації 1722 року архієпископа Яна Скарбека було зазначено наявність 5 вівтарів, вежу з 3 дзвонами понад захристям. За пробоща Яна Ожґи провели ґрунтовну реставрацію костелу з встановленням нових вівтарів (з 1727). Відновлений костел консекрував 1751 єпископ Самуель Ґловінський.
В акті візитації 1777 року архієпископа Вацлава Сєраковського було зазначено простий старонімецький фасад костелу з вежками, бабинець, зі склепінням у наві, дерев'яним перекриттям у пресбітерії. У візитації 1850 року вперше відзначили занадто малий розмір костелу і наприкінці ХІХ ст. розпочали готуватись до розбудови. Львівський архітектор Міхал Ковальчук 1898 року стверджував, що костел не піддається перебудові і його необхідно розібрати. Та від імені «Грона консерваторів Східної Галичини» Теодор Мар'ян Тальовський оглянув 1905 року і відкинув такий варіант, запропонувавши розбудувати споруду. Проєкт не було реалізовано.
До питання розбудови костелу повернулись 1925 року. Архітектор Броніслав Віктор виготовив проєкт, відкинутий «Гроном консерваторів Східної Галичини», яке запропонувало будівництво на новому місці. Пробощ заперечив через брак коштів на утримання двох святинь. Міністерство Віровизнань і Освіти запропонувало підготувати новий проєкт на основі проєктів Тальовського і Віктора. Його відхилив пробст, через що Віктор виготовив новий проєкт. 8 березня 1927 визначили умови закупу матеріалів і вартість будівництва на 103000 золотих. У травні муляри почали розбирати тильну стіну пресбітерія. 29 червня заклали і освятили наріжний камінь. До жовтня вимурували мури і вежу до рівня мурів старої нави. Мурування склепінь продовжили наступного року. Через брак коштів роботи призупинялись. З липня 1929 розпочали останній етап будівництва і до осені перекрили бляхою дахи, а до кінця жовтня завершили роботи. Завдяки фундації о. Михайла Дзялука з Америки виготовили 1930 року в майстерні Войтовича за проєктом Б. Віктора головний вівтар, до якого купили образ роботи Антона Манастирського. У 1931 посвятили вівтарі. За ініціативою Б. Віктора у червні 1942 розпочали розпис інтер'єру за проєктом Станіслава Тейсейра за участі Романа Сельського, Борисовського. Каплицю в червні 1943 розписали С. Тейсейр, Роман і Маргарита Сельські. Костел був закритий 1946 року і використовувався як склад цукру, зерносховище до 1990-х років. У ньому збереглись розписи 1940-х років.